# Sarcze Góry
Sarcze Góry – dwa wzniesienia o wysokościach 55 i 59 m n.p.m. na Równinie Białogardzkiej, w woj. zachodniopomorskim, w powiecie koszalińskim, w gminie Manowo.
Przy północnym podnóżu wzniesień przebiega droga krajowa nr 11. Za nią dalej na północ leży wieś Bonin.
Przy południowej części Sarczych Gór znajduje się obszar źródliskowy strugi Czarnej (górny odcinek o nazwie Bagnica), która biegnie na zachód w dolinie o przebiegu równoleżnikowym.
Nazwę Sarcze Góry wprowadzono urzędowo w 1949 roku, zastępując poprzednią niemiecką nazwę Boniner Kirch Berge.